# Сельский округ имени Темира Масина
Сельский округ имени Темира Масина — административно-территориальное образование в Бокейординском районе Западно-Казахстанской области. Носит имя Героя Советского Союза Темира Масина.

## Административное устройство
1. село Борли
2. село Теренкудук
3. село Куйбышев (ликвидировано в 2013 году)